# Nationalausschuss

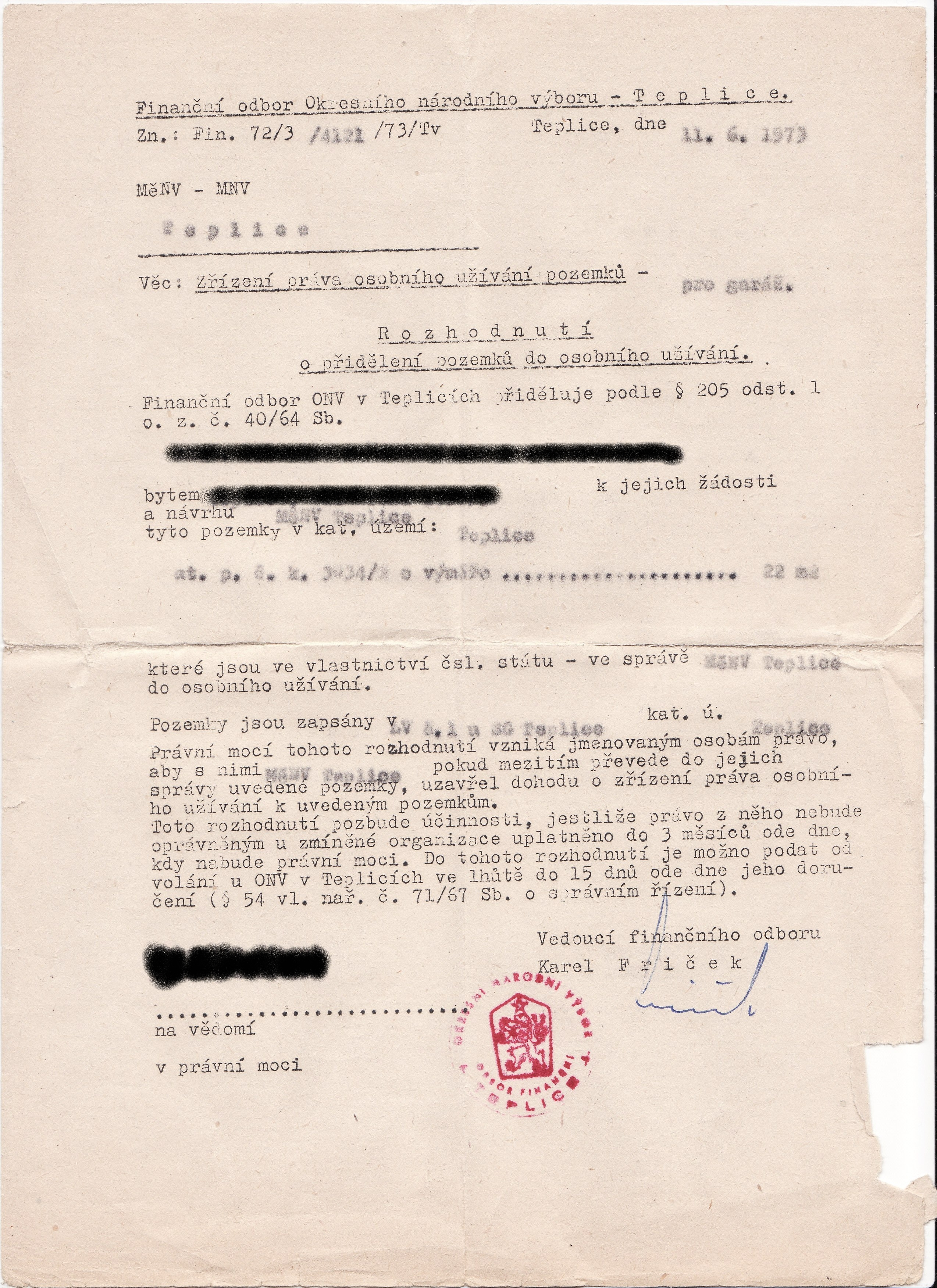
Ein 1973 vom Nationalkomitee in Teplice erstelltes Dokument über die Zuteilung eines Grundstücks.

Nationalausschüsse (auch Volksausschüsse), tschechisch národní výbor und slowakisch národný výbor, waren Organe der staatlichen administrativen Verwaltung in der Tschechoslowakei von 1945 bis 1990.

## Geschichte
Die Nationalausschüsse waren als Hebel vorgesehen, die, folgend den Prinzipien des Demokratischer Zentralismus, die zentrale Leitung der Ökonomie und der ganzen Gesellschaft bis auf die lokale Ebene hineintragen sollten, sie einigten in sich die Prinzipien der staatlichen Verwaltung (von oben) und einer (im "volksdemokratischen" bzw. "realsozialistischen" Regime nur scheinbaren) Selbstverwaltung (durch gewählte Abgeordnete).
Die gesetzliche Grundlage für die Nationalausschüsse war das Dekret des Präsidenten vom 4. Dezember 1944, 1948 wurde ihre Existenz und Aufgaben in der Verfassung des Landes fest verankert. Zu einer grundlegenderen Änderung der Hierarchie, der Organisation und der Aufgaben dieser Ämter kam es am 9. März 1954 durch die Verordnung 23/1954 Sb. sowie insbesondere am 17. Mai 1954 durch die Gesetze 12/1954 Sb., 13/1954 Sb. und 14/1954 Sb.

## Aufgaben
Die formell gewählten Organe arbeiteten auf den Ebenen von Gemeinden, Städten, Stadtteilen, Bezirken, Landeskreisen beziehungsweise am Anfang auch auf der Ebene eines Landes (Böhmen, Mähren, Slowakei). Es waren:
- Místní národní výbor / Miestny národný výbor, deutsch: „Örtlicher Nationalausschuss“, die Organe in Gemeinden, abgekürzt MNV;
- Městský národní výbor / Mestský národný výbor, deutsch: „Städtischer Nationalausschuss“, die Organe in Städten, abgekürzt tsch. MěNV und slow. MsNV;
- Obvodní národní výbor / Obvodný národný výbor, deutsch: „Stadtbezirksnationalausschuss“, die Organe in städtischen Bezirken, abgekürzt ObNV;
- Jednotný národní výbor / Jednotný národný výbor, deutsch: „Einheitsnationalausschuss“, nur 1949–1954, eine Sonderform als Einheitsverwaltung, an der Stelle des Bezirksstadt- und des Landeskreisnationalausschusses um die Bezirksstadt (mit Ausnahme von Prag, Brünn und Bratislava, dafür aber zusätzlich in Troppau und in der Hohen Tatra), abgekürzt JNV;
- Krajský národní výbor / Krajský národný výbor, deutsch: „Bezirksnationalausschuss“, die Organe in Bezirken, abgekürzt KNV, ab 1949;
- Okresní národní výbor / Okresný národný výbor, deutsch: „Landeskreissnationalausschuss“, die Organe in Landeskreisen, abgekürzt ONV;
- Národní výbor hlavního města Prahy, deutsch: „Nationalausschuss der Hauptstadt Prag“, das oberste Organ in Prag, abgekürzt NVP, analog für Bratislava NVB;
- Zemský národní výbor / Krajinský národný výbor, deutsch: „Landesnationalausschuss“, nur 1945–1948, die Organe auf der Landesebene, abgekürzt ZNV (vor der Auflösung der Länder in der Tschechoslowakei und der Einführung von Bezirken und Bezirksverwaltung im Staat).

Im Hauptartikel X. der Verfassung von 1948 wurde die Aufgabe der Nationalausschüsse deutlich festgelegt: „Der Träger und Vollzieher der Staatsmacht in den Gemeinden, Bezirken und Kreisen und der Bewahrer der Rechte und Freiheiten des Volkes sind die Nationalausschüsse.“ In den Paragraphen 124 und 125 des Kapitels sechs sind die Aufgaben und Befugnisse ausführlicher beschrieben, insbesondere ging es um die Bereiche der inneren Verwaltung, Kultur, Arbeitsrecht, Gesundheit, soziale Fragen und Finanzen; ferner wurde ihre Rolle auf dem Gebiet der Landesverteidigung und Sicherheit hervorgehoben sowie ihre wesentliche Mitwirkung bei der Gestaltung und Durchführung der Wirtschaftspläne.
Die Nationalausschüsse wurden geführt jeweils von einem Vorsitzenden, der ab Februar 1948 grundsätzlich der Kommunistischen Partei anhören musste.